# Route nationale 10 (Pologne)
Pour les articles homonymes, voir Route nationale 10.
La Route nationale 10 (DK10) est une route nationale en Pologne. Elle s'étend actuellement de la frontière germano-polonaise près de Lubieszyn (de) jusqu'à Płońsk près de Varsovie et représente un axe nord-ouest-sud-est du trafic routier polonais.
La longueur totale est de 413,6 km. Elle est désormais remplacée sur certains tronçons par l'autoroute S10 (de). Après l'achèvement de l'autoroute S10, la route nationale disparaîtra du réseau routier.

## Histoire
Jusqu'à Piła, la route suit l'ancienne Reichsstraße 104 (de), qui existait jusqu'en 1945 et venait de Lübeck.

## État d'aménagement
L’état d'aménagement de la route nationale 10 se décompose comme suit :
| Section                                   | Voies | Bandes de séparation | Remarque |
| ----------------------------------------- | ----- | -------------------- | -------- |
| Poste frontière Lubieszyn (de) – Szczecin | 2     | Non                  |          |
| Zone urbaine de Szczecin                  | 4     | Non                  | urbain   |
| Stargard Wschód – Wałcz Zachód            | 2     | Non                  |          |
| Witankowo – Wyrzysk Zachod                | 2     | Non                  |          |
| Wyrzysk Wschód – Bydgoszcz Zachod         | 2     | Non                  |          |
| Bydgoszcz Południe – Toruń Zachod         | 2     | Non                  |          |
| Lubicz – Siedlin                          | 2     | Non                  |          |

## Villes importantes le long de la route
- Lubieszyn (de)
- Szczecin
- Suchań
- Recz
- Kalisz Pomorski
- Mirosławiec
- Piła
- Nakło nad Notecią
- Bydgoszcz
- Solec Kujawski
- Lipno
- Skępe
- Sierpc
- Drobin
- Płońsk